# HD 27894
HD 27894 — звезда в созвездии Сетки. Находится на расстоянии около 138 световых лет от Солнца. Вокруг звезды обращаются, как минимум, три планеты.

## Характеристики
HD 27894 представляет собой звезду 9,36 видимой звёздной величины, которая не видна невооружённым глазом. Её можно найти на небе в западной части созвездия Сетки, рядом со звездой ε Сетки. Впервые она упоминается в каталоге Генри Дрейпера, составленном в начале XX века. Это оранжевый карлик главной последовательности, имеющий массу и радиус, равные 80% и 83% солнечных соответственно. HD 27894 — относительно спокойная звезда, почти не проявляющая хромосферной активности. Температура её поверхности составляет около 4875 кельвинов. Светимость звезды равна 0,356 солнечной. Возраст звезды оценивается приблизительно в 3,9 миллиарда лет.

## Планетная система
В 2005 году группой астрономов, работающих со спектрографом HARPS было объявлено об открытии первой планеты HD 27894 b в системе. Она имеет массу, равную 66% массы Юпитера и совершает один оборот вокруг родительской звезды за 18 с лишним суток. В 2017 году были открыты ещё две планеты: HD 27894 c и HD 27894 d. Как и планета HD 27894 b, они принадлежат к классу газовых гигантов. Однако, если планеты b и c обращаются очень близко к родительской звезде, то орбита планеты d расположена на расстоянии 5,45 а.е. от светила. Авторы открытия создали комьютерную модель движения всех трёх планет на период до 10 миллионов лет, и пришли к выводу, что вся система динамически устойчива.
Открытия всех планет были совершены методом доплеровской спектроскопии. Ниже приведена сводная таблица их характеристик.